# Guidone Ferrari
Pour les articles homonymes, voir Ferrari.
Guidone Ferrari, jésuite italien, né à Novare le 6 février 1717, mort à Monza le 11 janvier 1791.

## Biographie
Guidone Ferrari naquit à Novare le 6 février 1717 ; après avoir fait d’excellentes études, il fut admis dans la Compagnie de Jésus, et chargé d’enseigner les humanités et la rhétorique dans les principaux collèges de l’Italie. Il rendit compte de la méthode qu’il suivait avec ses élèves, dans une lettre non moins remarquable par le fonds des idées que par l’élégance et la perfection du style. Quelques discours qu’il eut l’occasion de prononcer en public ajoutèrent bientôt à sa réputation, et on s’accorda à le placer parmi les meilleurs latinistes de son siècle. Parmi les élèves de Ferrari on doit citer Pietro Antonio Crevenna, si connu par son goût pour les lettres, et par la bibliothèque qu’il avait formé ; le maître et le disciple restèrent constamment liés de la plus tendre amitié. Après la suppression de la Compagnie de Jésus, Ferrari se consacra entièrement au travail du cabinet. Poésie, éloquence, histoire, biographie, inscriptions, il est peu de genres qu’il n’ait cultivés, et il n’en est point dans lesquels il n’ait eu des succès très remarquables. Il avait fait une étude approfondie des modèles de l’antiquité, et il savait s’approprier jusqu’aux formes de leur style, sans cesser d’être toujours lui-même. On trouve dans ses histoires des morceaux qui, au jugement des critiques, peuvent soutenir la comparaison avec les plus belles pages de Salluste, et dans ses Biographies il égale souvent Cornélius Népos. Son style n’est cependant pas exempt de sécheresse, et on lui a reproché des inexactitudes, et même quelques anachronismes. Ferrari mourut à Monza le 11 janvier 1791 à l’âge de soixante-quatorze ans.

## Œuvres
1. De rebus gestis Eugenii principis a Sabaudia, bello pannonico, libri III, Rome, 1747, in-quarto, La Haye, 1749, in-octavo, traduit en italien par le P. Savi ; L'histoire et la vie du grand condottiere que fut le Prince Eugène de 1697 à 1717 ;

1. De rebus gestis Eugenii principis, etc., bello italico libri IV, Milan, 1752, in-octavo, traduit en italien par le même auteur ;
2. De rebus gestis Eugenii principis, bello germanico libri I, bello belgico libri III, Zutphen, 1775, in-octavo ;
3. Res bello gestae auspiciis M. Theresiae Augustae, ab ejus regni initio ad annum 1763, inscriptionibus explicatae, Vienne, 1775, in-octavo ;
4. De vita quinque imperatorum germanorum, Vienne, 1775, in-octavo. Ce sont des notices sur les cinq généraux autrichiens qui s'étaient le plus distingués dans la guerre contre la Prusse. Ces généraux sont : Browne, Daun , Nádasdy, Serbelloni et Laudon ;
5. Epistola de institutione adolescentiae, Milan, 1750, in-octavo. traduit en italien par Savi ;
6. De politica arte oratio dicta 1750, Nimègue, in-quarto ;
7. De optimo statu civitatis dicta 1751, ibid., De jurisprudentia, 1755, in-quarto ;
8. Orationes actionesque academicae, Augsbourg, 1756, in-quarto. On trouve dans ce recueil les trois discours qu’on vient de citer, et plusieurs autres pièces du même genre ;
9. Inscriptiones, dissertationes de origine, antiquitate, monumentis lnsubrum, gentiumque illis finitimarum ; epistolae italicè scriptae ad Insubriam pertinentes titulo : LETTERE LOMBARDE, Milan, 1765, 3 vol. in-octavo. Ferrari traduisit ensuite les inscriptions en italien, y en ajouta deux cents nouvelles, et les publia à Milan, en 1772, in-12. ;
10. Caroli-Emmanuelis Sardiniae regis universa vitae et principatus forma inscriptionibus explicata, Lugano, 1780, in-quarto, de VIII et 161 pag. ; c’est une histoire en style lapidaire du roi de Sardaigne Charles-Emmanuel III, partagée en 314 inscriptions latines, purement imaginaires, et qui n’ont été sculptées nulle part. Juan Andrés regarde Ferrari comme l’un des modernes qui ont le mieux réussi dans le genre de l’inscription. Ses lettres et ses dissertations sont curieuses, et remplies d'une érudition très variée ; Tiraboschi cite avec éloge sa dissertation sur la mort de Boèce ;
11. Guidonis Ferrarii opusculorum collectio, Lugano, 1777, in-quarto. Ce volume comprend les Vies des cinq généraux autrichiens ; celles de trois hommes célèbres dans la littérature d’Italie : Giulio Cesare Brusato, Tommaso Ceva et Giovanni Antonio Lecchi ; sept discours latins et des plaidoyers. Parmi les discours on distingue celui qui a pour titre : De optimo patrefamilias ; il renferme des observations aussi sages qu’utiles sur l’éducation des enfants. Les plaidoyers sont de tous les ouvrages de Ferrari, les moins estimés, mais la faute en est évidemment au genre de composition, et non à l’auteur, dont le talent flexible savait se plier à tous les sujets.